# Länna kyrka, Södermanland
Länna kyrka är en kyrkobyggnad i samhället Merlänna i Strängnäs kommun. Den tillhör Åker-Länna församling i Strängnäs stift.

## Kyrkobyggnaden
Länna kyrka har medeltida ursprung och består i sin nuvarande form av långhus med rakt avslutat kor i öster och torn i väster. Vid långhusets norra sida finns en bred korsarm. Numera fungerar norra korsarmen som kyrkorum. Koret med altare finns vid långhusets södra vägg. Tidigare kor i öster fungerar numera som sidokapell. Kyrkorummet nås från huvudingången vid korsarmens norra sida. Här finns en orgelläktare och under denna är vapenhus och sakristia inhysta.

### Medeltida tillkomst och ombyggnader
Omkring år 1200 uppfördes en stenkyrka i romansk stil bestående av ett litet långhus med smalare kor i öster. Om koret var rakt avslutat eller hade en halvrund absid är okänt. Tornet i väster hörde troligen till ursprungliga kyrkan. Senare under medeltiden, troligen på 1300-talet, revs det ursprungliga koret och långhuset förlängdes åt öster. Kyrkan omvandlades till en salkyrka, med dubbla längden mot tidigare. Troligen var det då en sakristia byggdes till vid långhusets norra sida. Under slutet av 1400-talet eller omkring år 1500 försågs kyrkorummets innertak med tre tegelvalv. Antagligen var det då ett vapenhus av tegel byggdes vid långhusets södra sida.

### Senare ombyggnader
En stor ombyggnad genomfördes åren 1739–1740 då en bred korsarm byggdes till åt norr. Samtidigt revs två av kyrkorummets tre tegelvalv. Sakristian och vapenhuset revs och tornets bottenvåning inreddes till sakristia. Ett nytt vapenhus av trä byggdes vid långhusets södra sida. Kyrkklockorna hängde från början i en fristående klockstapel. 1644 uppfördes en stapel av enkel klockbockstyp för två klockor. 1837 ersattes stapeln av ett fristående panelat klocktorn med kvadratisk planform och tälttak. En genomgripande restaurering genomfördes 1901 efter förslag av slottsarkitekt Agi Lindegren. Kyrkans torn byggdes på och klockorna flyttades över dit från det fristående klocktornet som därefter revs. Ursprungliga tornet hade bara nedersta våningen färdigställd. Samtidigt ändrades kyrkorummet till sin nuvarande orientering så att ingången hamnade i norr och koret i söder. Vapenhuset av trä vid södra ingången revs och ersattes av ett fönster. Östra kortsidan försågs med trappgavel. 1960 påbörjades en utvändig restaurering efter förslag av arkitekt Johan Thomé. Östra trappgaveln revs och ytterväggarna fick sin nuvarande röda färg. 1972–1973 genomfördes en invändig restaurering under ledning av arkitekt Jerk Alton. Bland annat igenmurades fönstret bakom altaret.

## Inventarier
- Dopfunten i sandsten är från omkring år 1200. Tillhörande dopfat av mässing är anskaffat 1938.
- På väggen ovanför dopfunten hänger ett krucifix som är ett ryskt arbete, troligen från omkring år 1700. Krucifixet skänktes till kyrkan 1954 och fanns tidigare i en rysk-ortodox kyrka i Kotka, Finland.
- I kyrkan finns en restaurerad träskulpur från 1300-talet föreställande Sankt Olof samt en bild från 1200-talet föreställande Sankt Eskil.
- Från 1300-talet finns en Mariabild som är återlämnad till kyrkan.
- Predikstolen är från 1765. Den är troligen tillverkad av en mäster Kullberg från Strängnäs, eller möjligen av Per Friberg.
- En altartavla med en snidad ram i barockstil skänktes till kyrkan 1709. Tavlans motiv är Nattvarden. Numera hänger tavaln på väggen under orgelläktaren.

### Orglar
I kyrkan finns tre orglar.
- 1864 bygger E A Setterquist, Hallsberg en orgel.
- Den nuvarande orgeln är byggd 1936 av Th Frobenius & Co, Lyngby, Danmark. Orgeln är pneumatisk. Fasaden och huvudverkets väderlåda är från 1864 års orgel. Är för närvarande ej spelbar.

| Huvudverk I    | Svällverk II      | Pedal      | Koppel   |
| Principal 8´   | Rörgedackt 8´     | Subbas 16´ | I/P      |
| Gedackt 8´     | Gemshorn 4´       |            | II/P     |
| Oktava 4´      | Fugara 4´         |            | II/I     |
| Flöjt 4´       | Nasard 2 2/3'     |            | II 16'/I |
| Rauschkvint II | Blockflöjt 2'     |            | II 4'/P  |
|                | Ters 1 3/5'       |            |          |
|                | Crescendosvällare |            |          |

#### Kororgel
- Kororgeln är byggd 1840 av Anders Rockman, Åkers Styckebruk. Orgeln är mekanisk och har ett tonomfång på 54/12.

| Manual     | Pedal   | Koppel |  |
| Fleut 8’   | Bihängd |        |  |
| Gedackt 4' |         |        |  |

- Kyrkans huvudorgel är en kororgel, med tio stämmor, byggd 1976 av Åkerman & Lund Orgelbyggeri, Knivsta. Orgeln är mekanisk och har ett tonomfång på 56/30.

| Manual I      | Manual II  | Manual I/II  | Pedal      | Koppel |  |
| Blockflöjt 8’ | Borduna 8' | Tvärflöjt 2' | Subbas 16’ | I/P    |  |
| Principal 4’  | Copula 4'  | Quint 1 1/3' |            | II/P   |  |
|               |            | Cornett III  |            | II/I   |  |
|               |            | Scharff II   |            |        |  |

#### Diskografi
- Klanger från fyra sekel : orglar i Strängnäs stift / Melin, Markus, orgel. CD. Svenska kyrkan. Nummer saknas. 2011.

## Bildgalleri

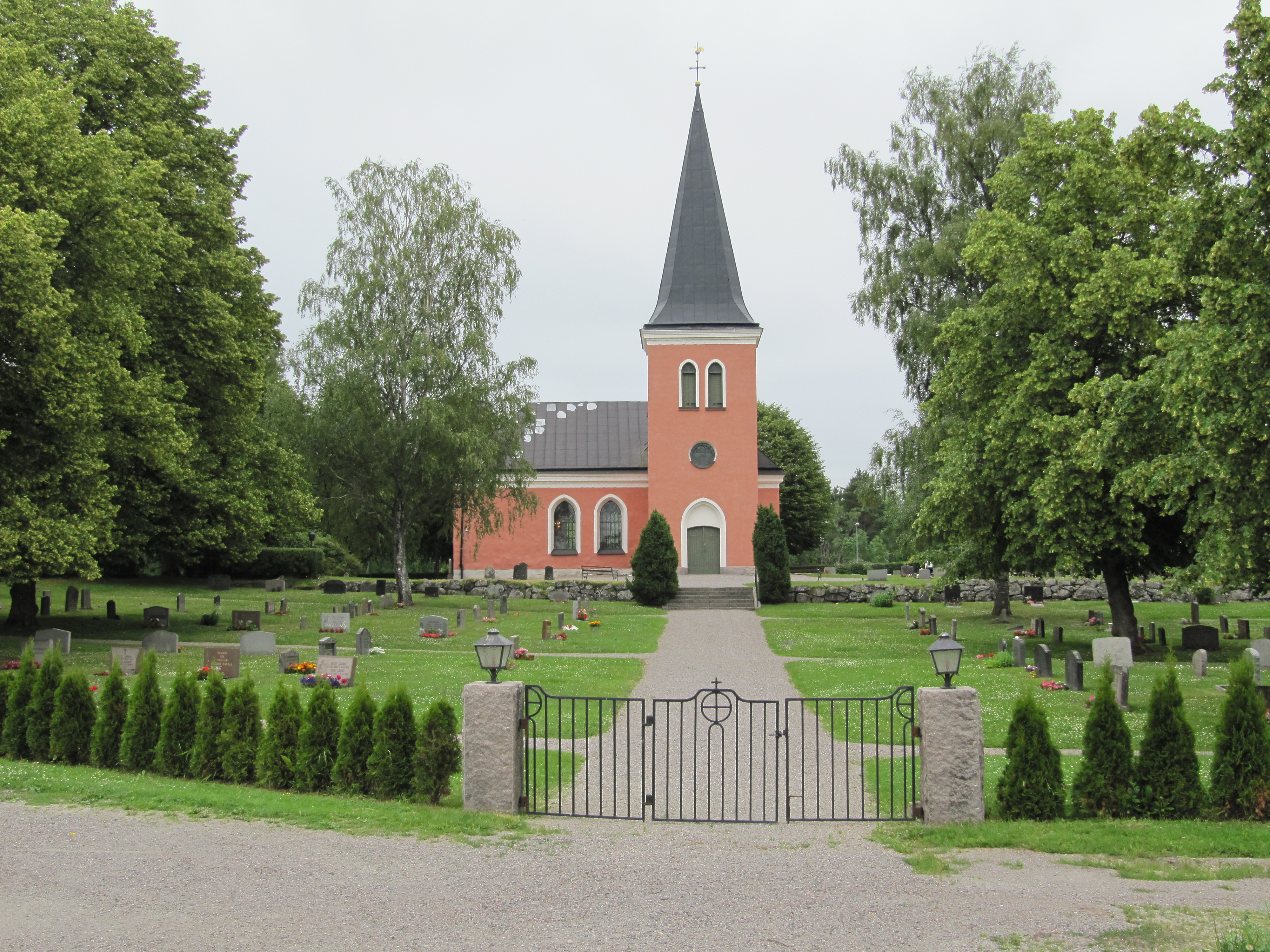
Länna kyrka med kyrkogård
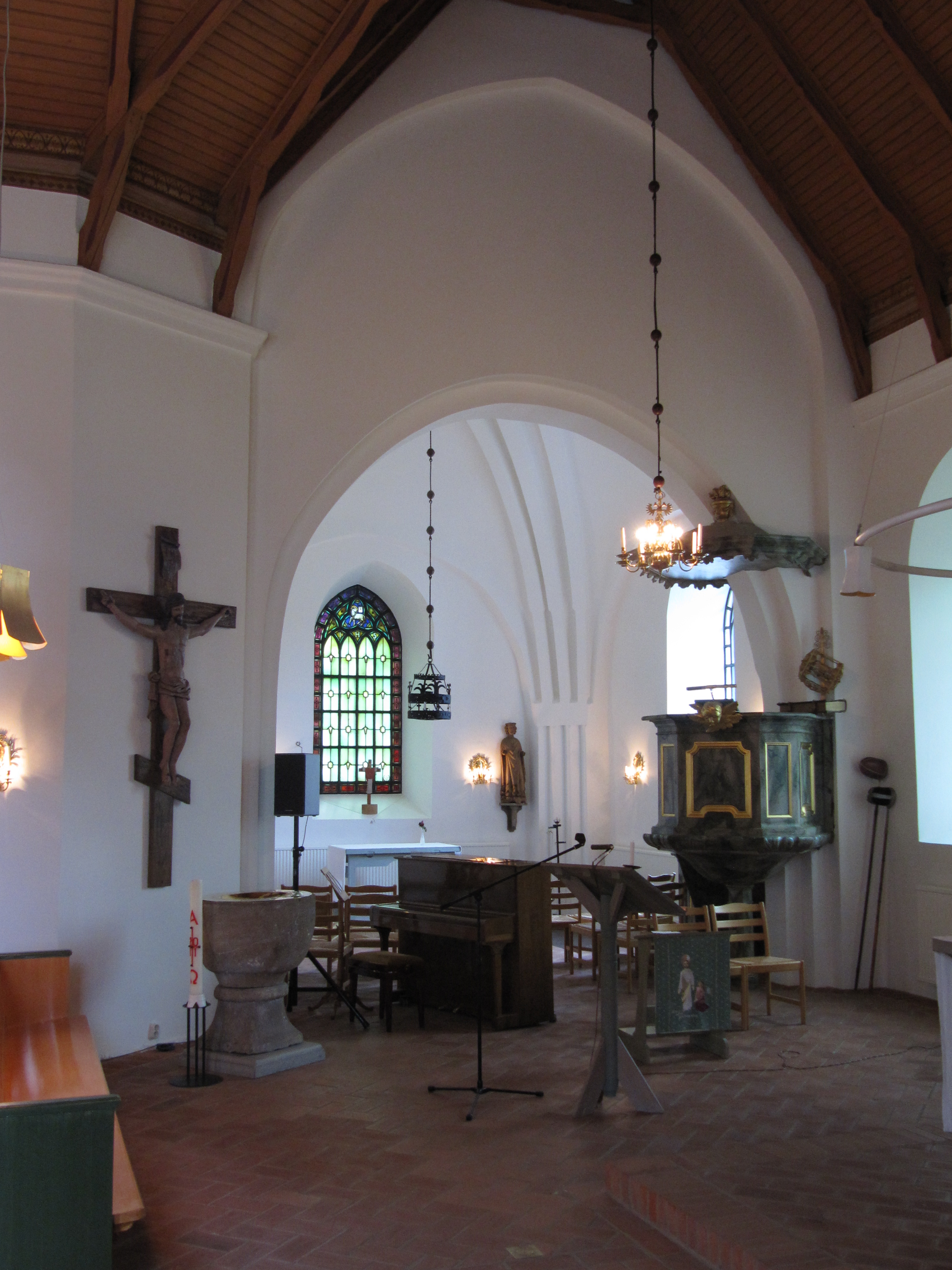
Kyrkorum mot gamla koret
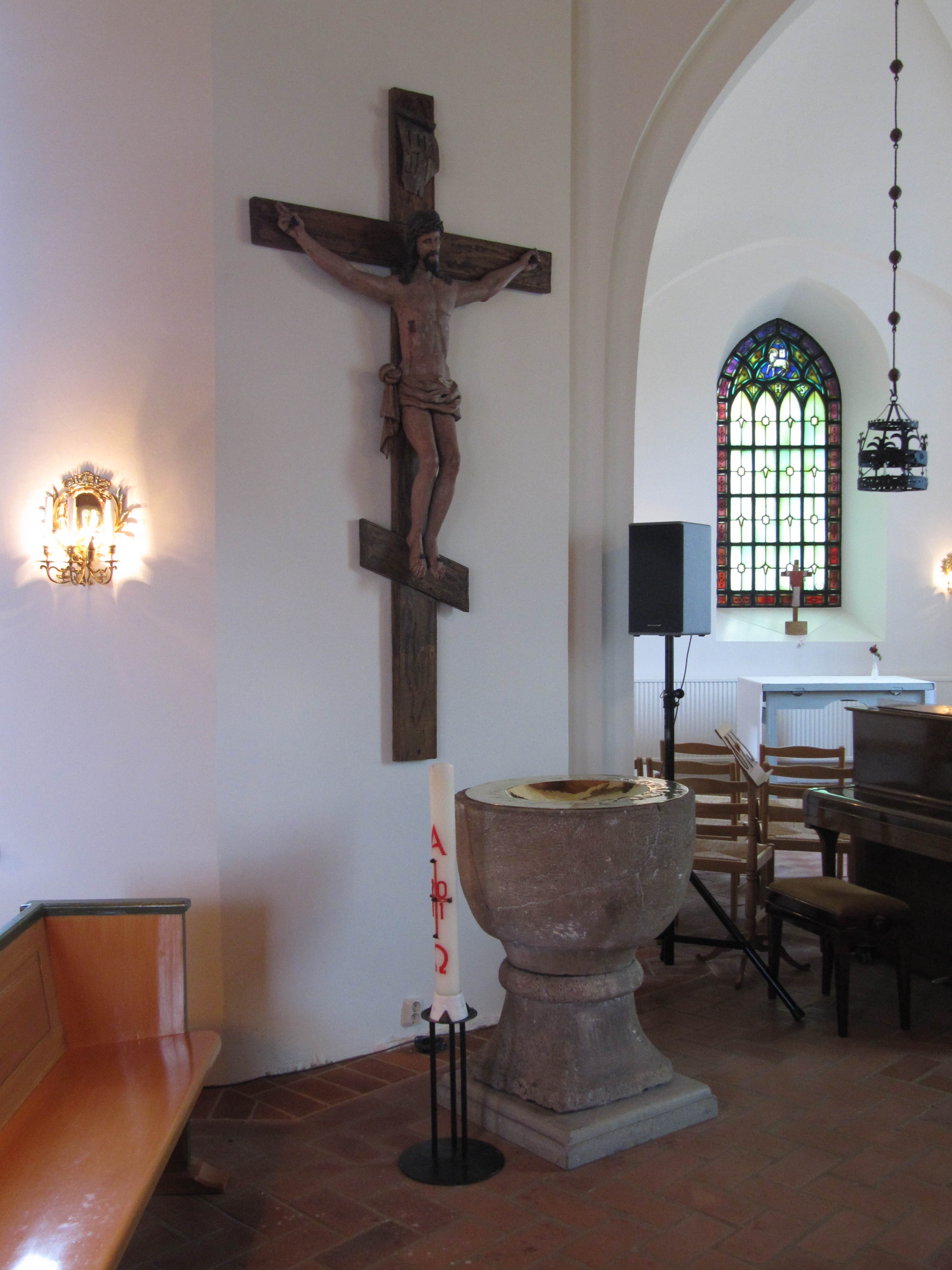
Krucifix och dopfunt
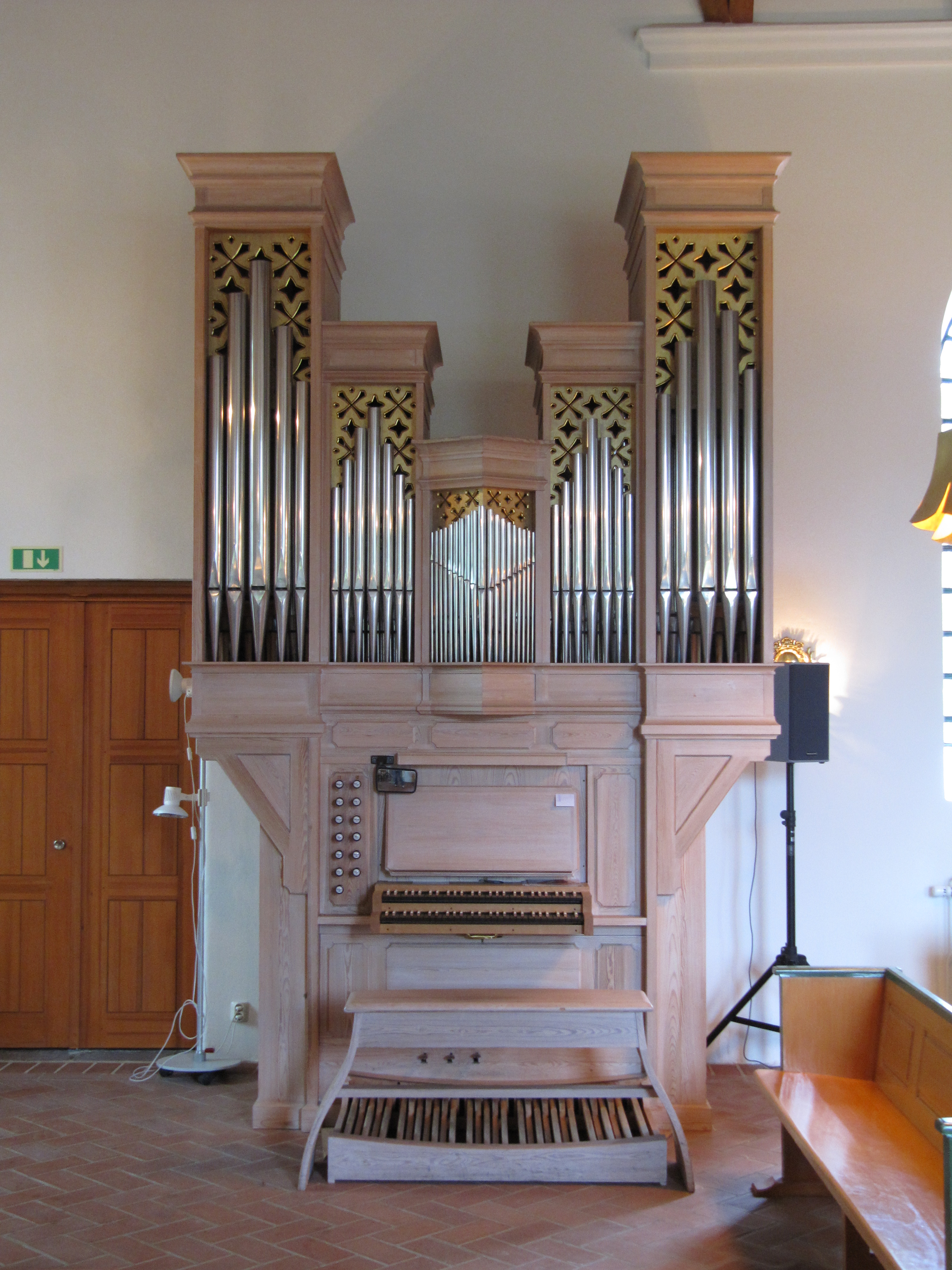
Kororgel
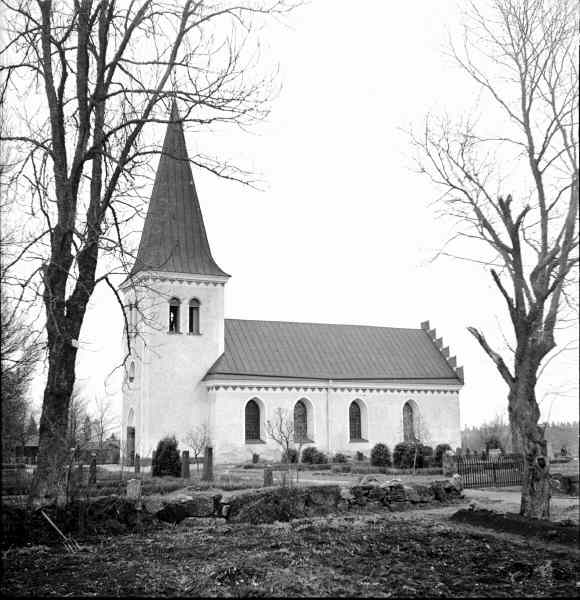
Kyrkan mot söder, 1944.

## Jordfästa på kyrkogården
- Felix Kersten[1]